# Ann McKim

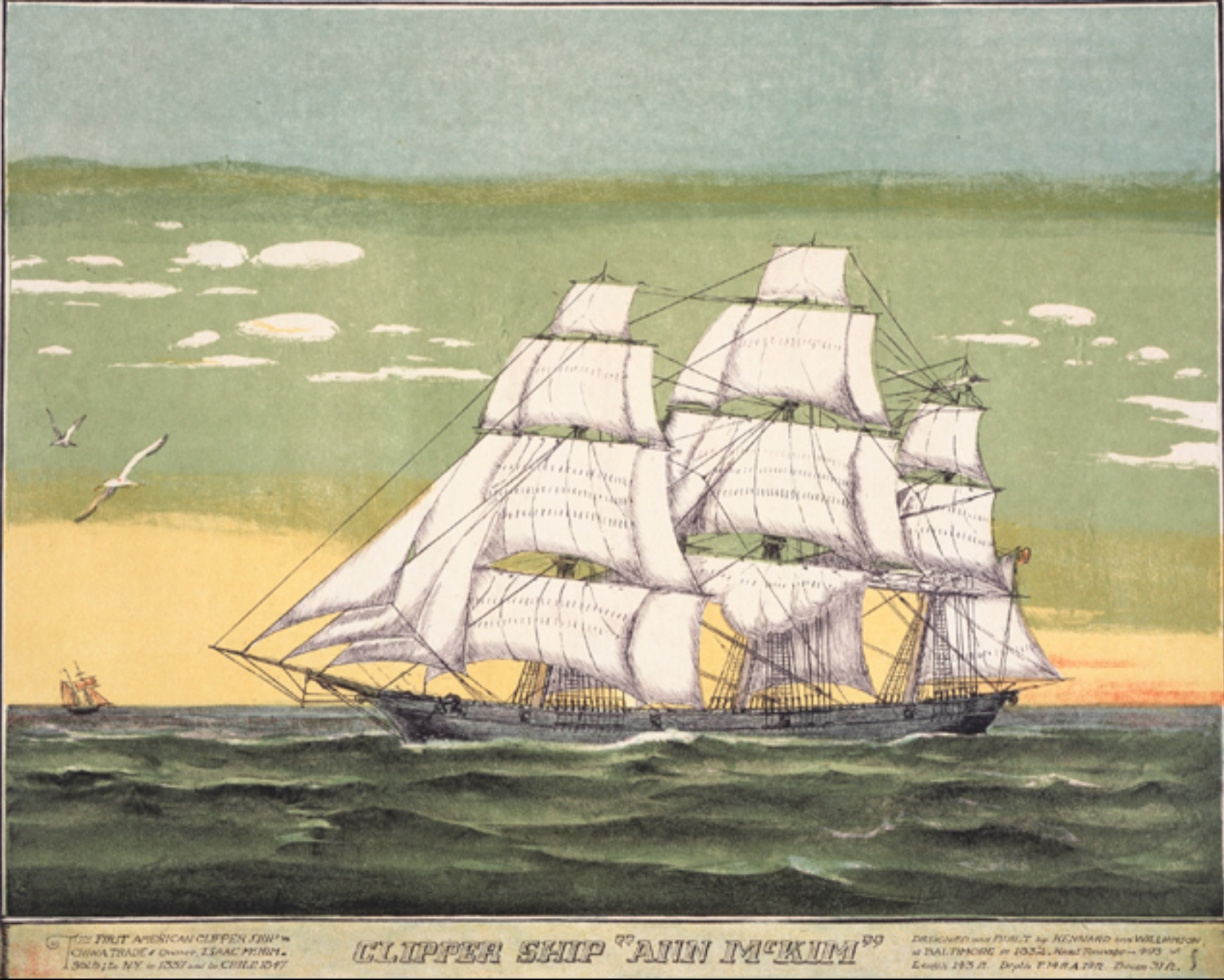
Ann McKim

Die Ann McKim, ein Dreimastvollschiff mit Klipperlinien, lief  am 4. Juni 1833 in Baltimore im US-Bundesstaat Maryland für den Reeder Isaac McKim, einen reichen Kaufmann aus Baltimore, vom Stapel, benannt nach dessen Ehefrau Ann McKim.

## Geschichte
Als Baustoffe kamen zum Einsatz unter anderem Mahagoni, Teakholz, Messing und Kupfer. Das Längen-Breiten-Verhältnis lag über 5:1, was einem Extremklipper entspricht. 
Manche betrachten sie als ersten echten Klipper, obgleich dieses Attribut eher der Rainbow zukommt, da ihre Konstruktion den nachfolgenden Klipperschiffen noch ähnlicher war. 
Die Ann McKim fuhr zunächst in der Südamerikafahrt via Kap Hoorn nach Callao (Hafen von Lima, Peru) und Chile. Nach dem Tod des Eigners 1837 wechselte sie den Besitzer. Die neuen Eigner, William E. Howland und William H. Aspinwall aus New York, erhielten von Wm. Griffith und Donald McKay, die damals berühmtesten Klipperbauer, positive Gutachten über das gebrauchte Schiff. 
Ab 1839 wechselte ihr Fahrgebiet nach Ostasien (Teehandel). Nach anfänglichen Problemen (150-Tage-Reise) erzielte das Schiff erstklassige Ergebnisse in der Teefahrt (79-Tage-Reise New-York-Anjer (Sunda-Straße)). Nach Verkauf an eine chilenische Reederei im Jahre 1847 verlegte sich ihr Einsatzgebiet in den Pazifik (47-Tage-Reise San Francisco-Valparaíso 1850).
1851 verließ die Ann McKim unter Kapitän Van Pelt die Vereinigten Staaten mit Kurs Chile. Danach wurde sie aufgelegt und ein Jahr später in Valparaíso abgebrochen.

## Schiffsdaten
- Konstruktion: Holzrumpf in Klipper-Bauweise als Glattdecker
- Rigg: Vollschiff, einf. Mars- und Bramsegel, Royal-, Skysegel an allen Masten; Leesegel; alle Masten mit Mars-, Bram- und Royalstengen
- Stapellauf: 4. Juni 1833
- Jungfernfahrt: 1833 nach Callao, Peru (89 Tage), über Huasco (Reg. Atacama), Nordchile, zurück nach Baltimore (72 Tage)
- Werft: Kennard & Williamson, Baltimore, Maryland (MD), USA
- Reederei: Isaac McKim, Baltimore, Maryland, USA
- weitere Reedereien: 1837 Howland & Aspinwall, New York; 1847 chilenische Reederei
- Heimathafen: Baltimore, USA; New York, USA; Valparaíso
- Galionsfigur: ja
- Länge Galion-Heck (Rumpflänge): 43,6 / 41,8 m (143' 1" / 140' 7")
- Breite: 8,38 m (27' 6")
- Raumtiefe: 4,16 m (13' 8")
- Vermessung: 494 BRT (Bruttoregistertonnen)
- Hilfsmaschinen: keine
- Baukosten: ca. 50.000 Dollar[1]
- Erster Schiffsführer: James Curtis
- weitere Kapitäne: J. Martin, Van Pelt

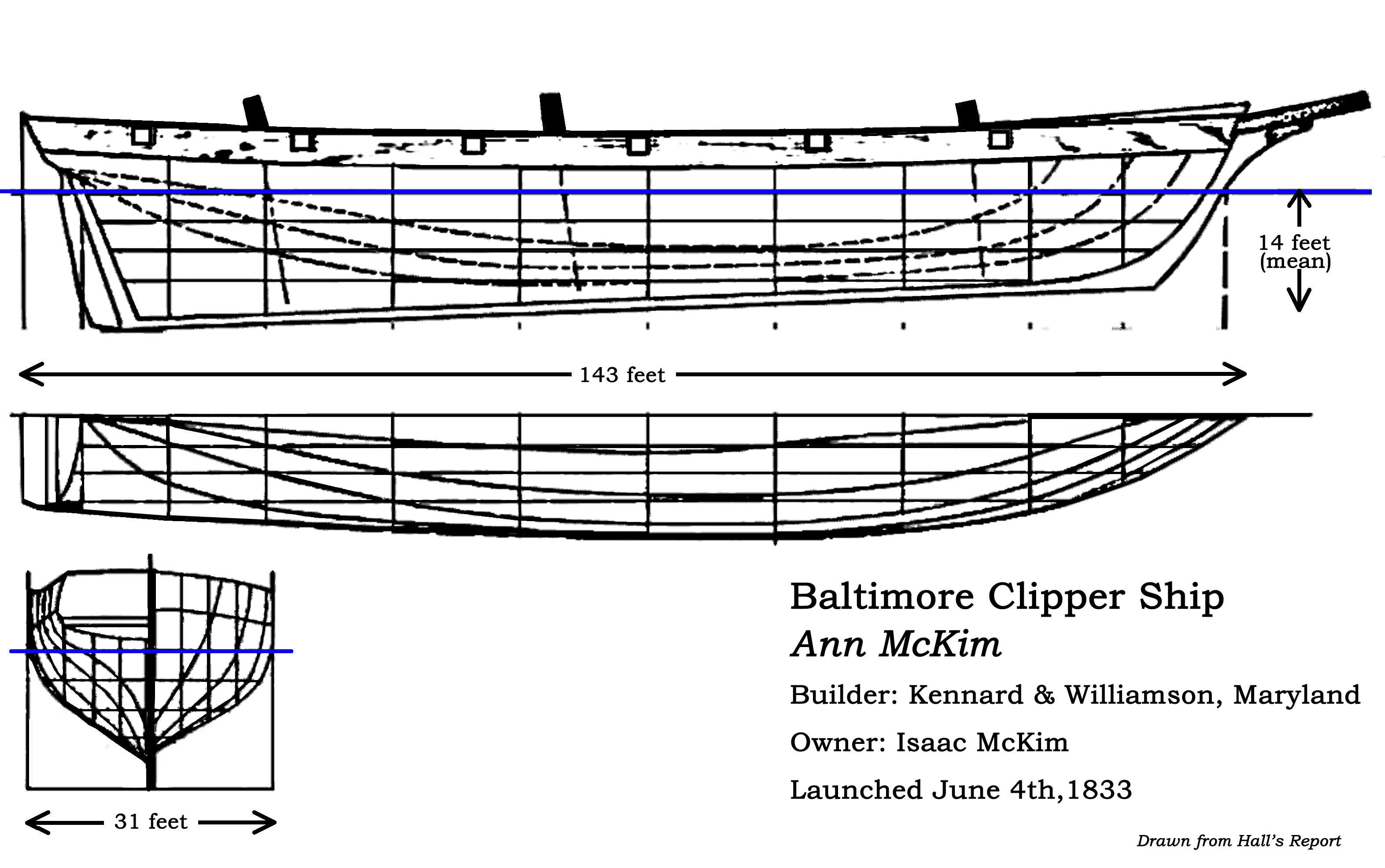

- Besatzung: ca. 18 Mann
- Schwesterschiffe: keine